# Zöldpala
A zöldpala (greenschist) olyan, palás megjelenésű, zöld színű, általában finomszemcsés metamorf kőzet, mely kisfokú epimetamorfózison (T=300-500 °C, p=3-8kbar) ment keresztül.
Zöld színét a benne előforduló klorit, aktinolit, epidot és ritkábban pumpellyit okozza. Használható önálló kőzetnévként, vagy a benne előforduló ásványok megjelenése és mennyisége alapján pontosabb kőzetnév is adható (például epidot tartalmú aktinolit-klorit pala).

## Ásványos összetétele, genetikája
Általában bázisos magmás kőzetek regionális metamorfózisa révén keletkezik. Jellegzetes elegyrészei: aktinolit, klorit, epidot, albit.

## Előfordulása
Hazánkban a felsőcsatári zöldpala-kőfejtőben lehet rálelni, egy időszakosan működő bányában. De ezenkívül megtalálható Amerikában, valamint Európa néhány országában, mint például Csehországban.

## Rokon kőzetek
- Zöldkő